# Johnny Bower

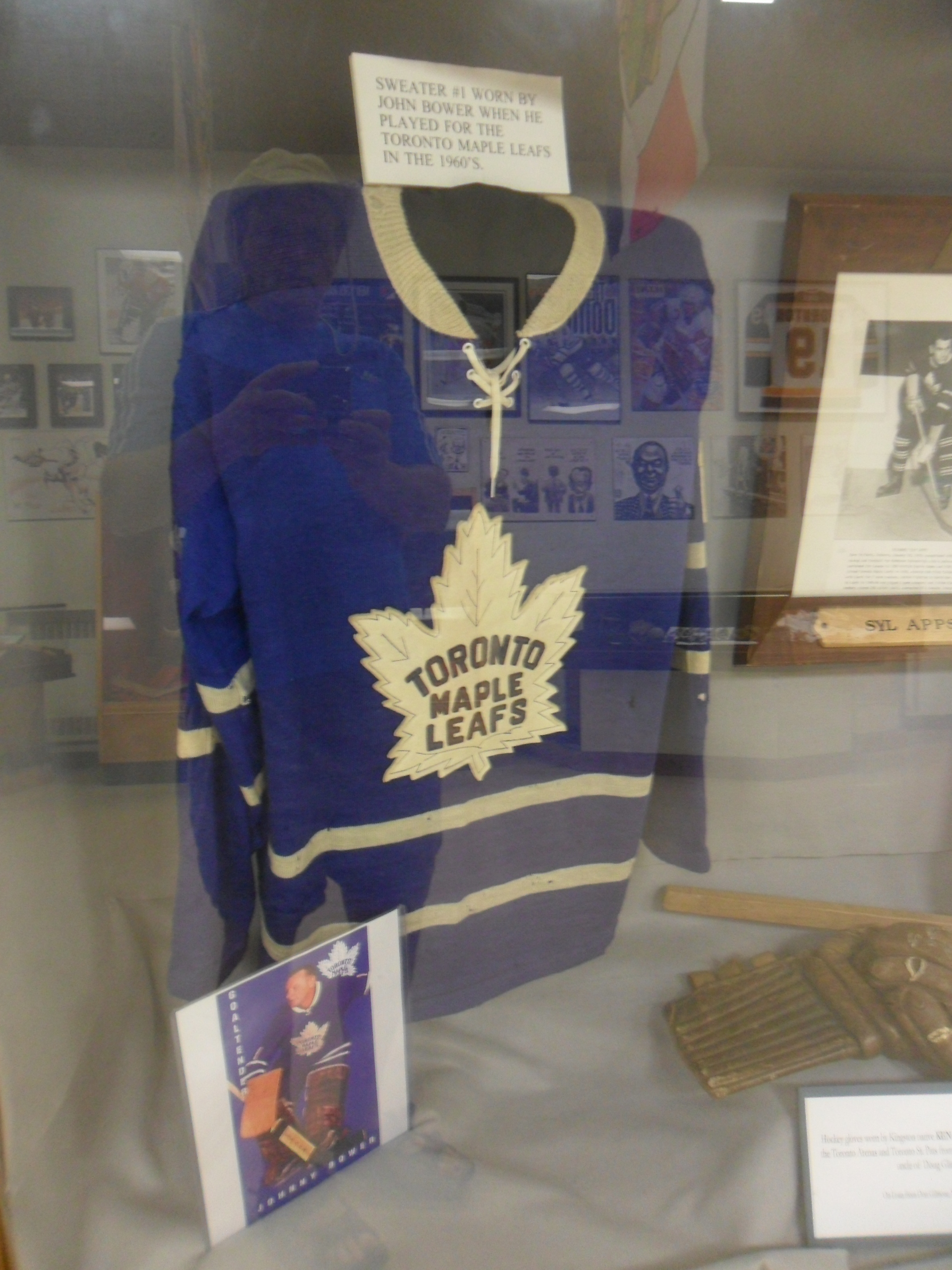
Johnny Bowers Toronto Maple Leafs-tröja i en monter i International Hockey Hall of Fame, IHHOF, i Kingston, Ontario.

John William "Johnny" Bower, född John Kiszkan den 8 november 1924 i Prince Albert, Saskatchewan, död 26 december 2017 i Toronto, Ontario, var en kanadensisk professionell ishockeymålvakt. Bower spelade i NHL för New York Rangers och Toronto Maple Leafs samt i AHL för Cleveland Barons och Providence Reds. I WHL representerade han Vancouver Canucks.
Johnny Bower vann Stanley Cup fyra gånger med Toronto Maple Leafs; 1962, 1963, 1964 och 1967. Säsongerna 1960–61 och 1964–65 vann han Vezina Trophy.
Bower valdes in i Hockey Hall of Fame 1976.
Mellan 1940 och 1943 tjänstgjorde han i Kanadas armé under andra världskriget och var stationerad i England som kulspruteskytt. Det var tänkt att Bower skulle deltaga i räden i Dieppe men han tvingades hoppa av på grund av skada och illamående.

## Statistik
M = Matcher, Min. = Minuter, IM = Insläppta mål, V = Vinster, F = Förluster, O = Oavgjorda, N = Hållna nollor, Genomsnitt insläppta mål per match

### Grundserie
| Säsong     | Lag                       | Liga       | M   | Min.  | IM   | V   | F   | O  | N  | GIM  |
| ---------- | ------------------------- | ---------- | --- | ----- | ---- | --- | --- | -- | -- | ---- |
| 1944–45    | Prince Albert Black Hawks | SJHL       | 10  | 630   | 27   | 5   | 4   | 1  | 0  | 2.57 |
| 1945–46    | Cleveland Barons          | AHL        | 41  | 2460  | 160  | 18  | 17  | 6  | 4  | 3.90 |
| 1945–46    | Providence Reds           | AHL        | 1   | 48    | 4    | 0   | 1   | 0  | 0  | 5.00 |
| 1946–47    | Cleveland Barons          | AHL        | 40  | 2400  | 124  | 22  | 11  | 7  | 3  | 3.10 |
| 1947–48    | Cleveland Barons          | AHL        | 31  | 1880  | 83   | 18  | 6   | 6  | 1  | 2.65 |
| 1948–49    | Cleveland Barons          | AHL        | 37  | 2200  | 127  | 23  | 9   | 5  | 3  | 3.43 |
| 1949–50    | Cleveland Barons          | AHL        | 61  | 3660  | 201  | 38  | 15  | 8  | 5  | 3.30 |
| 1950–51    | Cleveland Barons          | AHL        | 70  | 4280  | 213  | 44  | 21  | 5  | 5  | 2.99 |
| 1951–52    | Cleveland Barons          | AHL        | 68  | 4110  | 165  | 44  | 19  | 5  | 3  | 2.41 |
| 1952–53    | Cleveland Barons          | AHL        | 61  | 3680  | 155  | 40  | 19  | 2  | 6  | 2.53 |
| 1953–54    | New York Rangers          | NHL        | 70  | 4200  | 182  | 29  | 31  | 10 | 5  | 2.60 |
| 1954–55    | Vancouver Canucks         | WHL        | 63  | 3780  | 171  | 30  | 25  | 8  | 7  | 2.71 |
| 1954–55    | New York Rangers          | NHL        | 5   | 300   | 13   | 2   | 2   | 1  | 0  | 2.60 |
| 1955–56    | Providence Reds           | AHL        | 61  | 3710  | 174  | 45  | 14  | 2  | 3  | 2.81 |
| 1956–57    | Providence Reds           | AHL        | 57  | 3501  | 138  | 30  | 19  | 8  | 4  | 2.37 |
| 1956–57    | New York Rangers          | NHL        | 2   | 120   | 6    | 0   | 2   | 0  | 0  | 3.50 |
| 1957–58    | Cleveland Barons          | AHL        | 64  | 3870  | 140  | 37  | 23  | 3  | 8  | 2.17 |
| 1958–59    | Toronto Maple Leafs       | NHL        | 39  | 2340  | 106  | 15  | 17  | 7  | 3  | 2.74 |
| 1959–60    | Toronto Maple Leafs       | NHL        | 66  | 3960  | 177  | 34  | 24  | 8  | 5  | 2.68 |
| 1960–61    | Toronto Maple Leafs       | NHL        | 58  | 3480  | 145  | 33  | 15  | 10 | 2  | 2.50 |
| 1961–62    | Toronto Maple Leafs       | NHL        | 59  | 3540  | 151  | 31  | 18  | 10 | 2  | 2.58 |
| 1962–63    | Toronto Maple Leafs       | NHL        | 42  | 2520  | 109  | 20  | 15  | 7  | 1  | 2.62 |
| 1963–64    | Toronto Maple Leafs       | NHL        | 51  | 3009  | 106  | 24  | 16  | 11 | 5  | 2.11 |
| 1964–65    | Toronto Maple Leafs       | NHL        | 34  | 2040  | 81   | 13  | 13  | 8  | 3  | 2.38 |
| 1965–66    | Toronto Maple Leafs       | NHL        | 35  | 1998  | 75   | 18  | 10  | 5  | 3  | 2.25 |
| 1966–67    | Toronto Maple Leafs       | NHL        | 27  | 1431  | 63   | 12  | 9   | 3  | 2  | 2.64 |
| 1967–68    | Toronto Maple Leafs       | NHL        | 43  | 2239  | 84   | 14  | 18  | 7  | 4  | 2.25 |
| 1968–69    | Toronto Maple Leafs       | NHL        | 20  | 779   | 37   | 5   | 4   | 3  | 2  | 2.85 |
| 1969–70    | Toronto Maple Leafs       | NHL        | 1   | 60    | 5    | 0   | 1   | 0  | 0  | 5.00 |
| NHL totalt | NHL totalt                | NHL totalt | 552 | 32016 | 1340 | 250 | 195 | 90 | 37 | 2.51 |

### Slutspel
| Säsong  | Lag                       | Liga | M  | Min.  | IM  | V  | F  | N | GIM  |
| ------- | ------------------------- | ---- | -- | ----- | --- | -- | -- | - | ---- |
| 1944–45 | Prince Albert Black Hawks | SJHL | 3  | 180   | 23  | 0  | 3  | 0 | 7.67 |
| 1948–49 | Cleveland Barons          | AHL  | 5  | 329   | 23  | 2  | 3  | 0 | 4.19 |
| 1949–50 | Cleveland Barons          | AHL  | 9  | 548   | 27  | 4  | 5  | 0 | 2.96 |
| 1950–51 | Cleveland Barons          | AHL  | 11 | 703   | 32  | 8  | 3  | 0 | 2.73 |
| 1951–52 | Cleveland Barons          | AHL  | 5  | 300   | 17  | 2  | 3  | 0 | 3.40 |
| 1952–53 | Cleveland Barons          | AHL  | 11 | 745   | 21  | 7  | 4  | 4 | 1.69 |
| 1954–55 | Vancouver Canucks         | WHL  | 5  | 300   | 16  | 1  | 4  | 0 | 3.20 |
| 1955–56 | Providence Reds           | AHL  | 9  | 540   | 23  | 7  | 2  | 0 | 2.56 |
| 1956–57 | Providence Reds           | AHL  | 5  | 300   | 15  | 1  | 4  | 0 | 3.00 |
| 1958–59 | Toronto Maple Leafs       | NHL  | 12 | 746   | 38  | 5  | 7  | 0 | 3.14 |
| 1959–60 | Toronto Maple Leafs       | NHL  | 10 | 645   | 31  | 4  | 6  | 0 | 2.88 |
| 1960–61 | Toronto Maple Leafs       | NHL  | 3  | 180   | 8   | 0  | 3  | 0 | 3.00 |
| 1961–62 | Toronto Maple Leafs       | NHL  | 10 | 579   | 20  | 6  | 3  | 0 | 2.28 |
| 1962–63 | Toronto Maple Leafs       | NHL  | 10 | 600   | 16  | 8  | 2  | 2 | 1.60 |
| 1963–64 | Toronto Maple Leafs       | NHL  | 14 | 850   | 30  | 8  | 6  | 2 | 2.12 |
| 1964–65 | Toronto Maple Leafs       | NHL  | 5  | 321   | 13  | 2  | 3  | 0 | 2.43 |
| 1965–66 | Toronto Maple Leafs       | NHL  | 2  | 120   | 8   | 0  | 2  | 0 | 4.00 |
| 1966–67 | Toronto Maple Leafs       | NHL  | 4  | 183   | 5   | 2  | 0  | 1 | 1.64 |
| 1968–69 | Toronto Maple Leafs       | NHL  | 4  | 154   | 11  | 0  | 2  | 0 | 4.29 |
|         | NHL totalt                |      | 74 | 4,378 | 180 | 35 | 34 | 5 | 2.47 |

## Mariter
- Stanley Cup – 1962, 1963, 1964 och 1967
- Vezina Trophy – 1960-61 och 1964-65
- First All-Star Team – 1960–61
- Calder Cup – 1948, 1951 och 1953
- Invald i Hockey Hall of Fame 1976